# بريدراج دانيلوفيتش
بريدراج دانيلوفيتش (بالصربية: Предраг Даниловић) مواليد 26 فبراير 1970 في سراييفو، جمهورية البوسنة والهرسك الاشتراكية، جمهورية يوغوسلافيا الاشتراكية الاتحادية، هو لاعب كرة سلة صربي معتزل بدأ مسيرته الاحترافية في سنة 1988. تم اختياره من قبل فريق غولدن ستايت ووريورز خلال الدرافت. يبلغ طوله 6 قدم 7 بوصة (2.0 م). مثّل منتخب بلاده. شارك في دورة الألعاب الأولمبية الصيفية سنة 1996. حقق المركز الأول في بطولة أمم أوروبا لكرة السلة 1989. اعتزل اللعب في 2000.

## المسيرة الاحترافية
لعب مع فيرتوس بالاكانسترو بولونيا من سنة 1992 إلى 1995، ثم لعب مع ميامي هيت من سنة 1995 إلى 1997، ثم لعب مع دالاس مافيريكس في سنة 1997، ثم لعب مع فيرتوس بالاكانسترو بولونيا من سنة 1997 إلى 2000.

## الميداليات
| الميدالية | المسابقة                         |
| --------- | -------------------------------- |
| ذهبية     | بطولة أمم أوروبا لكرة السلة 1989 |
| ذهبية     | بطولة أمم أوروبا لكرة السلة 1991 |
| فضية      | الألعاب الأولمبية الصيفية 1996   |
| ذهبية     | بطولة أمم أوروبا لكرة السلة 1995 |
| ذهبية     | بطولة أمم أوروبا لكرة السلة 1997 |
| برونزية   | بطولة أمم أوروبا لكرة السلة 1999 |

## روابط خارجية
- بريدراج دانيلوفيتش على موقع الاتحاد الدولي لكرة السلة (الإنجليزية)
- بريدراج دانيلوفيتش على موقع إن بي أي (الإنجليزية)
- بريدراج دانيلوفيتش على موقع سبورتس رفرنس (الإنجليزية)
- بريدراج دانيلوفيتش على موقع كرة السلة الأوروبية.كوم (الإنجليزية)
- بريدراج دانيلوفيتش على موقع ريلجم (الإنجليزية)
- بريدراج دانيلوفيتش على موقع بروبوليرز (الإنجليزية)
- بريدراج دانيلوفيتش على موقع سبورتس رفرنس (الإنجليزية)
- بريدراج دانيلوفيتش على موقع اللجنة الأولمبية الدولية (الإنجليزية)
- بريدراج دانيلوفيتش على موقع أوليمبيديا (الإنجليزية)